# Archaeidae
Archaeidae  (лат.)— семейство аранеоморфных пауков (Araneomorphae). Насчитывают 37 современных видов и 17 ископаемых (см. список видов). Ныне живущие представители обнаружены в Южной Африке, на Мадагаскаре и в Австралии. Останки вымерших представителей распространены гораздо шире и представлены преимущественно инклюзами в янтаре. Подобно целокантообразным рыбам, первоначально Archaeidae были открыты в ископаемом состоянии в качестве находок в балтийском янтаре, и лишь спустя почти 30 лет были найдены на Мадагаскаре.  

## Таксономия
К семейству относят три современных рода:
- Afrarchaea Forster et Platnick, 1984 — Южная Африка;
- Austrarchaea Forster et Platnick, 1984 — Австралия;
- Eriauchenius O. P.-Cambridge, 1881 — Мадагаскар, Южная Африка.

Ископаемые формы известны начиная с юрского периода. Описано 17 вымерших видов, которые относят к 11 родам:
- † Archaea C. L. Koch et Berendt, 1854typus
- † Baltarchaea Eskov, 1992
- † Burmesarchaea Wunderlich, 2008
- † Eoarchaea Forster et Platnick, 1984
- † Eomysmauchenius Wunderlich, 2008
- † Filiauchenius Wunderlich, 2008
- † Jurarchaea Eskov, 1987
- † Lacunauchenius Wunderlich, 2008
- † Myrmecarchaea Wunderlich, 2004
- † Patarchaea Selden, Huang et Ren, 2008
- † Saxonarchaea Wunderlich, 2004